# Megachile imitata
Megachile imitata är en biart som beskrevs av Smith 1853. Megachile imitata ingår i släktet tapetserarbin, och familjen buksamlarbin. Inga underarter finns listade i Catalogue of Life.